# Romano Mazzini
Romano Mazzini (Imola, 14 settembre 1939 – Perugia, 6 marzo 2013) è stato uno scultore e ceramista italiano.

## Biografia
Romano Mazzini nasce ad Imola (Bologna) il 14 settembre 1939. Fin da giovanissimo manifesta attitudine per il disegno ed il modellato. Nel 1953 intraprende gli studi artistici all'Istituto Gaetano Ballardini di Faenza, quindi prosegue il suo percorso di studi artistici al Magistero della città, dove si diploma.
Romano Mazzini attinge il modo di fare arte dallo scultore Angelo Biancini che, non solo è stato per lui maestro d'arte, ma anche maestro di vita. Altro riferimento preciso nella cultura di Mazzini è Pietro Melandri, pittore, scenografo e ceramista emiliano (Faenza 1885 -1976) e Carlo Zauli (Faenza 1926 - 2002), scultore e ceramista faentino. Tra i molti amici artisti della Romagna, ricordiamo in particolare Raffaele Mondini, eclettico scultore imolese che ha esercitato una significativa influenza sul Mazzini.
Nel mese di ottobre del 1961, appena ventiduenne, si trasferisce a Deruta, dove insegna modellazione plastica all'Istituto Statale d'Arte della Ceramica e, successivamente, sarà docente di scultura e anatomia artistica all'Accademia di Belle Arti di Perugia.
Partecipa al Concorso Internazionale della Ceramica di Faenza nelle edizioni del 1962 e del 1966.
È negli anni che vanno dal 1962 al 1964 che, in seminari d'arte tenutisi a Roma, Mazzini espone le proprie considerazioni teoriche sulla tecnica della ceramica e sulla scultura confrontandosi con Giulio Carlo Argan e Filiberto Menna.
Nel 1995 Mazzini riceve un premio speciale dalla giuria al prestigioso concorso International Ceramics Competition di Mino, in Giappone indetto in occasione della 4ª Mostra Internazionale della Ceramica con l'opera titolata: Sfera/Città Ideale 1995.
Un'opera di Mazzini titolata Grande macchina che macina è esposta dal 20 aprile 2009 al Museo Internazionale delle Ceramiche in Faenza (RA).
Mazzini affianca nella sua produzione artistiche due tematiche ricorrenti: quella civica, con riflessioni sulla città, quella umbra e medievale in particolare, spesso indagata con metodo allegorico al fine di rappresentare le multiformi caratteristiche dell'uomo e della società moderna; e quella religiosa, espressa tramite immagini dalla forte valenza simbolica e spirituale, come crocefissi, Madonne, Santi e numerose Via Crucis.
L'artista svolge prevalentemente la sua attività di scultore a Deruta, dove lavora ininterrottamente fino alla morte, avvenuta il 6 marzo 2013, all'età di 73 anni.